# Ponte de Ferro da Guia (Cuiabá)
A Ponte de Ferro da Guia é uma ponte de ferro maciço construída sobre o rio São Benedito no distrito de Nossa Senhora da Guia, Cuiabá, Mato Grosso. A ponte começou a ser construída em 1896, mas só foi terminada no ano de 1907. Seu principal objetivo era conectar o distrito até o centro da Capital, além da Serra de São Vicente e Santo Antônio de Leverger, haja vista que, a partir de 1870, a região se tornou vital para o escoamento de matérias de Cuiabá. Sua estrututra e arquitetura são inglesas, com seus materiais sendo transpotrados através do Oceano Atlântico e rio da Prata. A ponte foi substituída em 1984 e acabou sendo destruída pelas enchentes de 1995. Apesar disso, foi restaurada em 2009 e asfaltada em 2022. Figura como Patrimônio Histórico de Cuiabá desde 28 de abril de 2000.